# بوون ۳۳۶۳
سیارک ۳۳۶۳ (به انگلیسی: 3363 Bowen، نامگذاری:1960EE) سه هزار و سیصد و شصت و سومین سیارک کشف شده‌است که در ۶ مارس ۱۹۶۰ کشف شد.
قدر مطلق سیارک برابر ۱۲٫۰۰ است.